# Hammershus

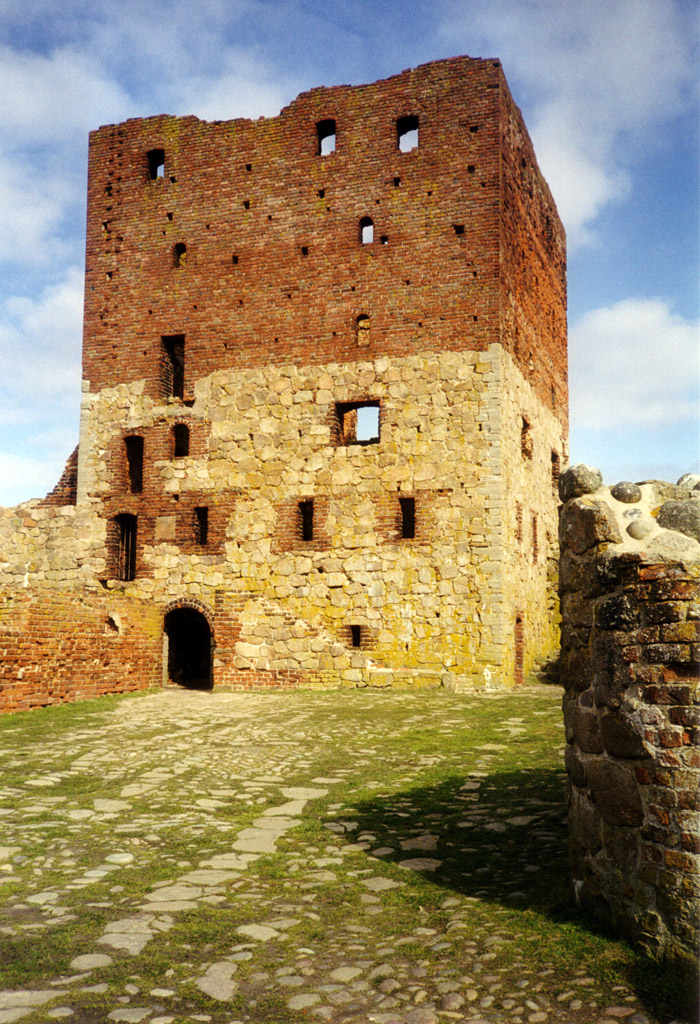
Baszta Mantel

Hammershus – zamek i kompleks fortyfikacji znajdujący się na północnym krańcu duńskiej wyspy Bornholm. Jest największym tego typu obiektem w północnej Europie.
Zamek został zbudowany przez Duńczyków około 1255 roku na polecenie arcybiskupa Lund (dzisiejsza Szwecja), który walczył o hegemonię na wyspie z królem duńskim. Zbudowany na masywie Hammeren zamek miał być przeciwwagą dla znajdującego się w lesie Almindingen w centralnej części wyspy królewskiego zamku Lilleborg. W 1259 r. wojska arcybiskupie zniszczyły Lilleborg i Hammershus stał się głównym zamkiem wyspy.
Istnieje również konkurencyjna teoria Kjelda Borcha Westha, superintendenta Duńskiego Muzeum Narodowego, mówiąca, iż Hammershus został zbudowany na początku XIII wieku jako rezydencja króla Danii Waldemara II i miał służyć jako baza dla duńskich wypraw krzyżowych. Przyczyną powstania tej teorii są najnowsze odkrycia na terenie zamku.
Fortyfikacje znajdują się na wysokości 75 m n.p.m. na skalnym klifie. Składa się na nie mur, niekiedy podwójny, o długości 750 m, szańce oraz fosa. W centralnym punkcie zamku znajduje się baszta Mantel (duń. Mantletårnet) – najstarszy obiekt z początku XIII wieku, niegdyś sześciokondygnacyjna, jednak do naszych czasów zachowały się tylko trzy.

## Historia
W początkowym okresie istnienia zamek wielokrotnie przechodził z rąk arcybiskupa w królewskie i odwrotnie. W roku 1522 całą wyspę, a wraz z nią zamek, przejęła na 50 lat w ramach spłaty długu Danii Lubeka. Lubeczanie wybudowali nowe umocnienia i nadali zamkowi kształt, który dziś jest rozpoznawalny w ruinach. W 1576 Bornholm wrócił do korony duńskiej.
Od początku XVII wieku Hammershus zaczął tracić znaczenie militarne w związku z rozwojem broni palnej i artylerii. W 1645 wraz z całą wyspą został przejściowo zdobyty przez Szwedów, wrócił jednak do Danii na mocy traktatu pokojowego. W 1658 Bornholm został oddany Szwecji na mocy traktatu w Roskilde. W tym samym roku na wyspie wybuchło chłopskie powstanie, a zamek został podstępem zdobyty (korzystając z munduru zastrzelonego w Rønne kapitana garnizonu szwedzkiego).
Od 1743 roku siedzibą namiestnika królewskiego stało się Rønne, a zamek zaczął popadać w ruinę, stanowiąc jednocześnie cenne źródło materiałów budowlanych dla mieszkańców pobliskich wsi. Również twierdza na wyspie Christiansø powstała częściowo z cegieł pozyskanych w rozbiórce Hammershus. W 1822 władze duńskie nadały ruinom status zabytku. Od początku XX wieku prowadzone są też prace renowacyjne.